# Braja Caka
Braja Caka is een bestuurslaag in het regentschap Lampung Timur van de provincie Lampung, Indonesië. Braja Caka telt 2392 inwoners (volkstelling 2010).